# SBS演技大賞
SBS演技大賞（エスビイエス えんぎたいしょう、朝鮮語: エスビエス ヨンギデサン、ハングル: SBS 연기대상）は、韓国の民放局SBSで放送されたテレビドラマおよび出演した俳優や制作に携わったスタッフに対して贈られる賞である。設立当初は12月30日に開催されていたが、その後開催日を1日遅らせ12月31日に開催されるようになっている。
1993年、SBSスター賞（朝鮮語: エスビエス スタサン、ハングル: SBS 스타상）として設立され、1996年より現在の名称に変更した。2014年度より、SBS歌謡大祭典・SBS芸能大賞とともにSBSアワードフェスティバル/SAFのひとつに位置づけられ、正式名称もSAF演技大賞（朝鮮語: エスエイエフ ヨンギデサン、ハングル: SAF 연기대상）に変更された。

## 歴史
1980年代から優れた番組・俳優陣を表彰する機会を設け、授賞式の様子を放送してきたKBS・MBCとは異なり、SBSは自局のテレビ番組に出演していた俳優陣を一堂に集めてバラエティ番組を放送してきたが、1993年に他局にならって賞を設け、授賞式を放送する事になった。初代大賞には、同年『お宅のご主人はどうですか』に出演したイ・ミスクが選ばれた。

## 受賞部門・人数
| 部門名           | 受賞者 | 備考                                                                                  |
| ---------------- | ------ | ------------------------------------------------------------------------------------- |
| 大賞             | 1      |                                                                                       |
| 最優秀演技賞     | 男1女1 | 2016年度はジャンル&ファンタジー・ ロマンティックコメディ・長編ドラマの3部門ごとに授与 |
| 優秀演技賞       | 男1女1 | 2016年度はジャンル&ファンタジー・ ロマンティックコメディ・長編ドラマの3部門ごとに授与 |
| 特別演技賞       | 男1女1 | 2016年度はジャンル&ファンタジー・ ロマンティックコメディ・長編ドラマの3部門ごとに授与 |
| ニュースター賞   | 10     |                                                                                       |
| 10大スター賞     | 10     |                                                                                       |
| 韓流スター賞     | 1      |                                                                                       |
| ベストカップル賞 | 1組    |                                                                                       |

## 歴代大賞受賞者
| 年度   | 受賞者                          | 受賞作                                     |
| ------ | ------------------------------- | ------------------------------------------ |
| 1993年 | イ・ミスク                      | お宅のご主人はどうですか                   |
| 1994年 | チェ・ミョンギル                | 結婚                                       |
| 1995年 | チェ・ミンス                    | 砂時計                                     |
| 1996年 | パク・クニョン                  | 兄弟の河                                   |
| 1998年 | キム・ヒソン                    | ミスターQ                                  |
| 1999年 | シム・ウナ                      | 青春の罠                                   |
| 2000年 | コ・ドゥシム                    | トギ                                       |
| 2001年 | カン・スヨン チョン・イナ       | 女人天下                                   |
| 2002年 | アン・ジェモ                    | 野人時代                                   |
| 2003年 | イ・ビョンホン                  | オールイン 運命の愛                        |
| 2004年 | パク・シニャン キム・ジョンウン | パリの恋人                                 |
| 2005年 | チョン・ドヨン                  | プラハの恋人                               |
| 2006年 | ハン・ヘスク                    | 神様、お願い                               |
| 2007年 | パク・シニャン キム・ヒエ       | 銭の戦争 私の男の女                        |
| 2008年 | ムン・グニョン                  | 風の絵師                                   |
| 2009年 | チャン・ソヒ                    | 妻の誘惑                                   |
| 2010年 | コ・ヒョンジョン                | レディプレジデント〜大物                   |
| 2011年 | ハン・ソッキュ                  | 根の深い木                                 |
| 2012年 | ソン・ヒョンジュ                | 追跡者 THE CHASER                          |
| 2013年 | イ・ボヨン                      | 君の声が聞こえる                           |
| 2014年 | チョン・ジヒョン                | 星から来たあなた                           |
| 2015年 | チュウォン                      | ヨンパリ                                   |
| 2016年 | ハン・ソッキュ                  | 浪漫ドクター キム・サブ                    |
| 2017年 | チソン                          | 被告人                                     |
| 2018年 | カム・ウソン キム・ソナ         | ロマンスは必然に                           |
| 2019年 | キム・ナムギル                  | 熱血司祭                                   |
| 2020年 | ナムグン・ミン                  | ストーブリーグ                             |
| 2021年 | キム・ソヨン                    | ペントハウス2 & ペントハウス3              |
| 2022年 | キム・ナムギル                  | 悪の心を読む人たち                         |
| 2023   | イ・ジェフン キム・テリ         | 模範タクシー2 悪魔                         |
| 2024   | チャン・ナラ                    | グッド・パートナー～離婚のお悩み解決します |

## 歴代部門別受賞者

### 2018年
| 部門                            | 受賞者           | 出演作             | 参考   |
| ------------------------------- | ---------------- | ------------------ | ------ |
| 作品賞                          |                  | 輝く星のターミナル |        |
| 月火ドラマ部門最優秀演技賞      | イ・ジェフン     | 輝く星のターミナル | [ 15 ] |
| 月火ドラマ部門最優秀演技賞      | シン・ヘソン     | 30だけど17です     |        |
| 月火ドラマ部門最優秀演技賞      | シン・ソンロク   | 皇后の品格         |        |
| 月火ドラマ部門最優秀演技賞      | チェ・ジニョク   | 皇后の品格         |        |
| 月火ドラマ部門最優秀演技賞      | チャン・ナラ     | 皇后の品格         | [ 16 ] |
| 週末/毎日ドラマ部門最優秀演技賞 | キム・ジェウォン | 彼女はといえば     |        |
| 週末/毎日ドラマ部門最優秀演技賞 | ソン・ユナ       | 秘密の女たち       |        |
| 月火ドラマ部門優秀演技賞        | ヤン・セジョン   | 30だけど17です     | [ 17 ] |
| 月火ドラマ部門優秀演技賞        | チェ・スビン     | 輝く星のターミナル |        |
| 水木ドラマ部門優秀演技賞        | ユン・シユン     | 親愛なる判事様     |        |
| 水木ドラマ部門優秀演技賞        | ソ・ジヘ         | 胸部外科           |        |
| 週末/毎日ドラマ部門優秀演技賞   | チョン・ウンイン | 復讐の女神         |        |
| 週末/毎日ドラマ部門優秀演技賞   | キム・ソヨン     | 秘密の女たち       |        |
| 助演賞                          | イム・ウォニ     | 油っこいロマンス   |        |
| 助演賞                          | イェ・ジウォン   | ロマンスは必然に   |        |
| 助演賞                          | イェ・ジウォン   | 30だけど17です     |        |
| 新人賞                          | アン・ヒョソプ   |                    |        |
| 新人賞                          | イ・ユヨン       | 親愛なる判事様     |        |
| 青少年演技賞                    | パク・シウン     | 30だけど17です     |        |
| キャラクター演技賞              | シン・ソンロク   | リターン           |        |
| キャラクター演技賞              | ポン・ギュテ     | リターン           |        |
| キャラクター演技賞              | パク・ギウン     | リターン           |        |
| キャラクター演技賞              | ユン・ジョンフン | リターン           |        |
| プロデューサー賞                | オム・ギジュン   | 胸部外科           |        |
| プロデューサー賞                | ナム・サンミ     | 彼女はといえば     |        |

### 2019年
| 部門                         | 受賞者                                                        | 出演作                   | 参考   |
| ---------------------------- | ------------------------------------------------------------- | ------------------------ | ------ |
| 韓流コンテンツ賞             |                                                               | バカボンド               |        |
| ミニシリーズ部門最優秀演技賞 | イ・スンギ                                                    | バカボンド               | [ 18 ] |
| ミニシリーズ部門最優秀演技賞 | ペ・スジ                                                      | バカボンド               | [ 19 ] |
| 中編ドラマ部門最優秀演技賞   | チョ・ジョンソク                                              | 緑豆の花                 |        |
| 中編ドラマ部門最優秀演技賞   | イ・ハニ                                                      | 熱血司祭                 |        |
| 長編ドラマ部門最優秀演技賞   | ソ・ドヨン                                                    | 味見しますか？           |        |
| 長編ドラマ部門最優秀演技賞   | シム・イヨン                                                  | 味見しますか？           |        |
| ミニシリーズ部門優秀演技賞   | イ・サンユン                                                  | VIP                      |        |
| ミニシリーズ部門優秀演技賞   | イ・セヨン                                                    | 医師ヨハン               |        |
| 中編ドラマ部門優秀演技賞     | キム・ソンギュン                                              | 熱血司祭                 |        |
| 中編ドラマ部門優秀演技賞     | ハン・イェリ                                                  | 緑豆の花                 |        |
| 助演賞                       | ムン・ジョンヒ                                                | バカボンド               |        |
| 助演賞                       | イ・チョンア                                                  | VIP                      |        |
| 助演賞                       | コ・ジュン                                                    | 熱血司祭                 |        |
| チーム部門助演賞             | アン・チャンファン コ・ギュピル ペク・ジウォン チョン・ソンウ | 熱血司祭                 |        |
| 新人賞                       | ウム・ムンソク                                                | 熱血司祭                 |        |
| 新人賞                       | クム・セロク                                                  | 熱血司祭                 |        |
| 新人賞                       | コ・ミンシ                                                    | シークレット・ブティック |        |
| 青少年演技賞                 | ユン・チャニョン                                              | 医師ヨハン               |        |
| ベストキャラクター賞         | チョン・ムンソン                                              | へチ 王座への道          |        |
| ベストキャラクター賞         | ピョ・イェジン                                                | VIP                      |        |
| ベストカップル賞             | イ・スンギ ペ・スジ                                           | バカボンド               |        |
| プロデューサー賞             | チャン・ナラ                                                  | VIP                      | [ 20 ] |

### 2020年
| 部門                                             | 受賞者                        | 出演作                   | 参考   |
| ------------------------------------------------ | ----------------------------- | ------------------------ | ------ |
| ミニシリーズアクション部門最優秀演技賞           | チュ・ジフン                  | ハイエナ                 | [ 21 ] |
| ミニシリーズアクション部門最優秀演技賞           | キム・ソヒョン                | 誰も知らない             |        |
| ミニシリーズファンタジーロマンス部門最優秀演技賞 | イ・ミンホ                    | ザ：キング 永遠の君主    |        |
| ミニシリーズファンタジーロマンス部門最優秀演技賞 | パク・ウンビン                | ブラームスが好きですか？ |        |
| 中・長編ドラマ部門最優秀演技賞                   | オム・ギジュン                | ペントハウス             |        |
| 中・長編ドラマ部門最優秀演技賞                   | キム・ソヨン                  | ペントハウス             |        |
| 中・長編ドラマ部門最優秀演技賞                   | イ・ジア                      | ペントハウス             |        |
| 中・長編ドラマ部門最優秀演技賞                   | ユジン                        | ペントハウス             |        |
| ミニシリーズアクション部門優秀演技賞             | アン・ヒョソプ                | 浪漫ドクターキム・サブ2  |        |
| ミニシリーズアクション部門優秀演技賞             | イ・ソンギョン                | 浪漫ドクターキム・サブ2  |        |
| ミニシリーズファンタジー部門優秀演技賞           | キム・ミンジェ                | ブラームスが好きですか？ |        |
| ミニシリーズファンタジー部門優秀演技賞           | キム・ユジョン                | コンビニのセッピョル     |        |
| 中・長編ドラマ部門優秀演技賞                     | ポン・テギュ                  | ペントハウス             |        |
| 中・長編ドラマ部門優秀演技賞                     | ユン・ジョンフン              | ペントハウス             |        |
| 中・長編ドラマ部門優秀演技賞                     | シン・ウンギョン              | ペントハウス             |        |
| 助演賞                                           | パク・ジュホン                | 浪漫ドクターキム・サブ2  |        |
| 助演賞                                           | パク・ウンソク                | ペントハウス             |        |
| 助演賞                                           | チン・ギョン                  | 浪漫ドクターキム・サブ2  |        |
| 助演チーム賞                                     |                               | ストーブリーグ           |        |
| 新人賞                                           | チョ・ビョンギュ              | ストーブリーグ           |        |
| 新人賞                                           | ソ・ジュヨン                  | 浪漫ドクターキム・サブ2  |        |
| 青少年演技賞                                     | キム・ヒョンス                | ペントハウス             |        |
| 青少年演技賞                                     | アン・ジホ                    | 誰も知らない             |        |
| ベストキャラクター賞                             | オ・ジョンセ                  | ストーブリーグ           |        |
| ベストキャラクター賞                             | チェ・ガンヒ                  | グッドキャスティング     |        |
| ベストカップル賞                                 | キム・ミンジェ パク・ウンビン | ブラームスが好きですか？ |        |
| プロデューサー賞                                 | チュウォン                    | アリス                   |        |

### 2021年
| 部門                                           | 受賞者                        | 出演作                     | 参考   |
| ---------------------------------------------- | ----------------------------- | -------------------------- | ------ |
| ミニシリーズファンタジー部門最優秀演技賞       | イ・ジェフン                  | 復讐代行人～模範タクシー～ |        |
| ミニシリーズファンタジー部門最優秀演技賞       | キム・ユジョン                | ホン・チョンギ             | [ 22 ] |
| ミニシリーズコメディ・ロマンス部門最優秀演技賞 | イ・サンユン                  | One the Woman              |        |
| ミニシリーズコメディ・ロマンス部門最優秀演技賞 | イ・ハニ                      | One the Woman              | [ 23 ] |
| ミニシリーズファンタジー部門優秀演技賞         | アン・ヒョソプ                | ホン・チョンギ             | [ 24 ] |
| ミニシリーズファンタジー部門優秀演技賞         | イ・ソム                      | 復讐代行人～模範タクシー～ |        |
| ミニシリーズコメディ・ロマンス部門優秀演技賞   | キム・ジュホン                | 今、別れの途中です         |        |
| ミニシリーズコメディ・ロマンス部門優秀演技賞   | チン・ソヨン                  | One the Woman              |        |
| ミニシリーズファンタジー部門助演賞             | キム・ウィソン                | 復讐代行人～模範タクシー～ |        |
| ミニシリーズファンタジー部門助演賞             | チャ・ジヨン                  | 復讐代行人～模範タクシー～ |        |
| ミニシリーズコメディ・ロマンス部門助演賞       | ソン・ウォンソク              | One the Woman              |        |
| ミニシリーズコメディ・ロマンス部門助演賞       | パク・ヒョジュ                | 今、別れの途中です         |        |
| 新人俳優賞                                     | キム・ヨンデ                  | ペントハウス               |        |
| 新人俳優賞                                     | ソン・サンヨン                | ラケット少年団             |        |
| 新人俳優賞                                     | チェ・ヒョヌク                | ラケット少年団             |        |
| 新人俳優賞                                     | 復讐代行人～模範タクシー～    |                            |        |
| 新人女優賞                                     | ハン・ジヒョン                | ペントハウス               | [ 25 ] |
| 新人女優賞                                     | チェ・イェビン                | ペントハウス               |        |
| 新人女優賞                                     | ノ・ジョンウィ                | その年、私たちは           |        |
| 青少年演技賞                                   | タン・ジュンサン              | ラケット少年団             |        |
| 青少年演技賞                                   | イ・ジェイン                  | ラケット少年団             |        |
| ベストキャラクター賞                           | クァク・シヤン                | ホン・チョンギ             |        |
| ベストキャラクター賞                           | オ・ナラ                      | ラケット少年団             | [ 26 ] |
| シーンスティラー賞                             | シム・ソヨン                  | 復讐代行人～模範タクシー～ |        |
| ベストカップル賞                               | アン・ヒョソプ キム・ユジョン | ホン・チョンギ             |        |
| ディレクターズアワード                         | チェ・ウシク キム・ダミ       | その年、私たちは           |        |
| 助演賞チーム部門                               |                               | ラケット少年団             |        |
| 功労賞                                         | キム・スノク                  | ペントハウス               |        |

### 2022年
| 部門             | 受賞者                        | 出演作                                    | 参考   |
| ---------------- | ----------------------------- | ----------------------------------------- | ------ |
| 最優秀男優賞     | キム・レウォン                | ファースト・レスポンダーズ 緊急出動チーム |        |
| 最優秀男優賞     | ホ・ジュノ                    | なぜオ・スジェなのか                      |        |
| 最優秀男優賞     | アン・ヒョソプ                | 社内お見合い                              | [ 27 ] |
| 最優秀男優賞     | イ・ジュンギ                  | アゲイン・マイ・ライフ～巨悪に挑む検事～  |        |
| 最優秀女優賞     | ソ・ヒョンジン                | なぜオ・スジェなのか                      |        |
| 最優秀女優賞     | キム・セジョン                | 社内お見合い                              | [ 28 ] |
| 優秀男優賞       | チン・ソンギュ                | 悪の心を読む人たち                        |        |
| 優秀男優賞       | キム・ミンギュ                | 社内お見合い                              |        |
| 優秀女優賞       | コン・スンヨン                | ファースト・レスポンダーズ 緊急出動チーム |        |
| 優秀女優賞       | キム・ジウン                  | わずか1000ウォンの弁護士                  |        |
| 新人俳優賞       | ペ・イニョク                  | チアアップ                                |        |
| 新人俳優賞       | キム・ヒョンジン              | チアアップ                                |        |
| 新人俳優賞       | リョウン                      | 悪の心を読む人たち                        |        |
| ベストカップル賞 | キム・セジョン アン・ヒョソプ | 社内お見合い                              |        |
| ベストカップル賞 | ソル・イナ キム・ミンギュ     | 社内お見合い                              |        |